# 莫尔瓦尼
莫尔瓦尼，是匈牙利巴兰尼亚州所辖的一个村。总面积13.76平方公里，总人口184，人口密度13.4人/平方公里（2011年1月1日）。